# Душан Јакишић
Душан Јакишић (Гламоч 17. новембар 1959) српски је позоришни и филмски глумац.

## Биографија
Глумачку академију завршио је у Новом Саду у класи професора Радета Марковића. Члан Удружења драмских уметника Србије. Првак драме Српског народног позоришта. Био је члан ансамбла Народног позоришта Босанске крајине у Бањој Луци, Народног позоришта „Стерија“ у Вршцу, Народног позоришта „Тоша Јовановић“ у Зрењанину, а од 1993. је у Српском народном позоришту.

## Филмографија
| Год.       | Назив                                       | Улога                         |
| ---------- | ------------------------------------------- | ----------------------------- |
| 1980. е    |                                             |                               |
| 1986.      | Свечана обавеза                             | Мајо Поповић                  |
| 1987−1988. | Вук Караџић (ТВ серија)                     | Митрополит Мелентије Павловић |
| 1990. е    |                                             |                               |
| 1991.      | Оригинал фалсификата                        | Драгиша                       |
| 1991.      | Бољи живот                                  | Кондуктер                     |
| 1992.      | Тито и ја                                   | други агент                   |
| 1993.      | Пун месец над Београдом                     | војно лице                    |
| 1993.      | Броз и ја (ТВ серија)                       | други агент                   |
| 1995.      | Не веруј жени која пуши гитанес без филтера |                               |
| 1995.      | Тамна је ноћ                                | официр                        |
| 2000. е    |                                             |                               |
| 2003.      | Ајмо сви у ново                             | Борис Торлачки                |
| 2004.      | Скела                                       | цариник                       |
| 2005.      | Звезде љубави                               |                               |
| 2007.      | Мера за меру                                | Помпеј                        |
| 2007.      | Љубав, навика, паника                       | Петровићев помоћник           |
| 2006−2007. | Агенција за СИС                             | Павле                         |
| 2007−2008. | Кафаница близу СИС-а                        | Павле                         |
| 2006−2008. | Сељаци (ТВ серија)                          | Поп Пера                      |
| 2008.      | Турнеја                                     | Алексић                       |
| 2009.      | Ђавоља варош                                | привредник                    |
| 2010. е    |                                             |                               |
| 2010.      | Ако зрно не умре                            |                               |
| 2011.      | Турнеја (ТВ серија)                         | Алексић                       |
| 2012.      | Јагодићи (ТВ серија)                        | кочијаш Јошка                 |
| 2014.      | Топли зец                                   |                               |
| 2019.      | Шифра Деспот                                | пословни човек МУП            |
| 2019.      | Краљ Петар Први                             | конобар                       |
| 2019.      | Синђелићи                                   | Бобан                         |
| 2019.      | Група (ТВ серија)                           |                               |
| 2020. е    |                                             |                               |
| 2020.      | Име народа                                  | председник парламента         |
| 2020.      | Кости (ТВ серија)                           | Грга                          |
| 2021.      | Александар од Југославије (ТВ серија)       | сељак на Опленцу              |
| 2021.      | Име народа (мини-серија)                    | председник парламента         |
| 2022.      | Мочвара (ТВ серија)                         | Тихомир Крсмановић            |
| 2022.      | Либерта — рађање града                      |                               |
| 2022.      | Клан (ТВ серија)                            | Ноле                          |
| 2023.      | Пад (ТВ серија)                             | цетињски владика              |
| 2023.      | Тунел (ТВ серија)                           | Никола Стевић                 |
| 2024.      | Последњи стрелац                            |                               |

## Позориште
- Смирнов, Антон Павлович Чехов: „После пола века";
- теча Панта, Бранислав Нушић: „Госпођа министарка";
- Лаза Костић, Радослав Златан Дорић: „Српска Атина";
- Жика, Бранислав Нушић: „Сумњиво лице“, режија Дејан Мијач;
- Милун, Љубомир Симовић: „Путујуће позориште Шопаловић“, режија Егон Савин;
- Лаза Паунов, Александар Поповић: „Мрешћење шарана“, режија Егон Савин;
- Каранфил, А. Силађи: „Пепо илити Побуна анђела";
- др Бо, Тенеси Вилијамс: „Мачка на усијаном лименом крову“, режија Љубослав Мајера;
- пекар Марко, Душан Ковачевић: „Сабирни центар“, режија Љубослав Мајера;
- Помпеј, Вилијам Шекспир: „Мера за меру“, режија Дејан Мијач;
- Димитрије Милин, Ђорђе Лебовић: „Раванград“, режија Дејан Мијач;
- Фрања Фрула-Тизба, Вилијам Шекспир: „Сан летње ноћи“, режија Кокан Младеновић;
- Ђура Чворовић, Душан Ковачевић: „Балкански шпијун“, режија Владимир Лазић;
- Милун, калуђер, Милена Марковић: „Наход Симеон“, режија Томи Јанежич;
- Оргон, Жан Батист Поклен Молијер: „Тартиф“, режија Душан Петровић...

## Награде и признања
- награде листа "Дневник" на Стеријином позорју